# Ondrej Matej
Ondrej Matej (ur. 9 września 1969 w Bańskiej Bystrzycy) – słowacki inżynier i polityk, od 2010 do 2012 poseł do Rady Narodowej.

## Życiorys
Ukończył studia na wydziale budownictwa Wyższej Szkoły Technicznej w Koszycach (oddział w Preszowie). W okresie rządów Mikuláša Dzurindy był przewodniczącym rady nadzorczej spółki kolejowej Železničná spoločnosť Slovensko. Od 2006 pracował w Boegl a Krýsl, czesko-niemieckiej spółce zajmującej się budową mostów.
Od 2009 był przewodniczącym SDKÚ-DS w kraju proszowskim. W 2010 uzyskał mandat posła do Rady Narodowej z ramienia SDKÚ-DS. Dwa lata później nie został ponownie wybrany. Później stanął na czele partii Hlas pravice.